# 上璋圍

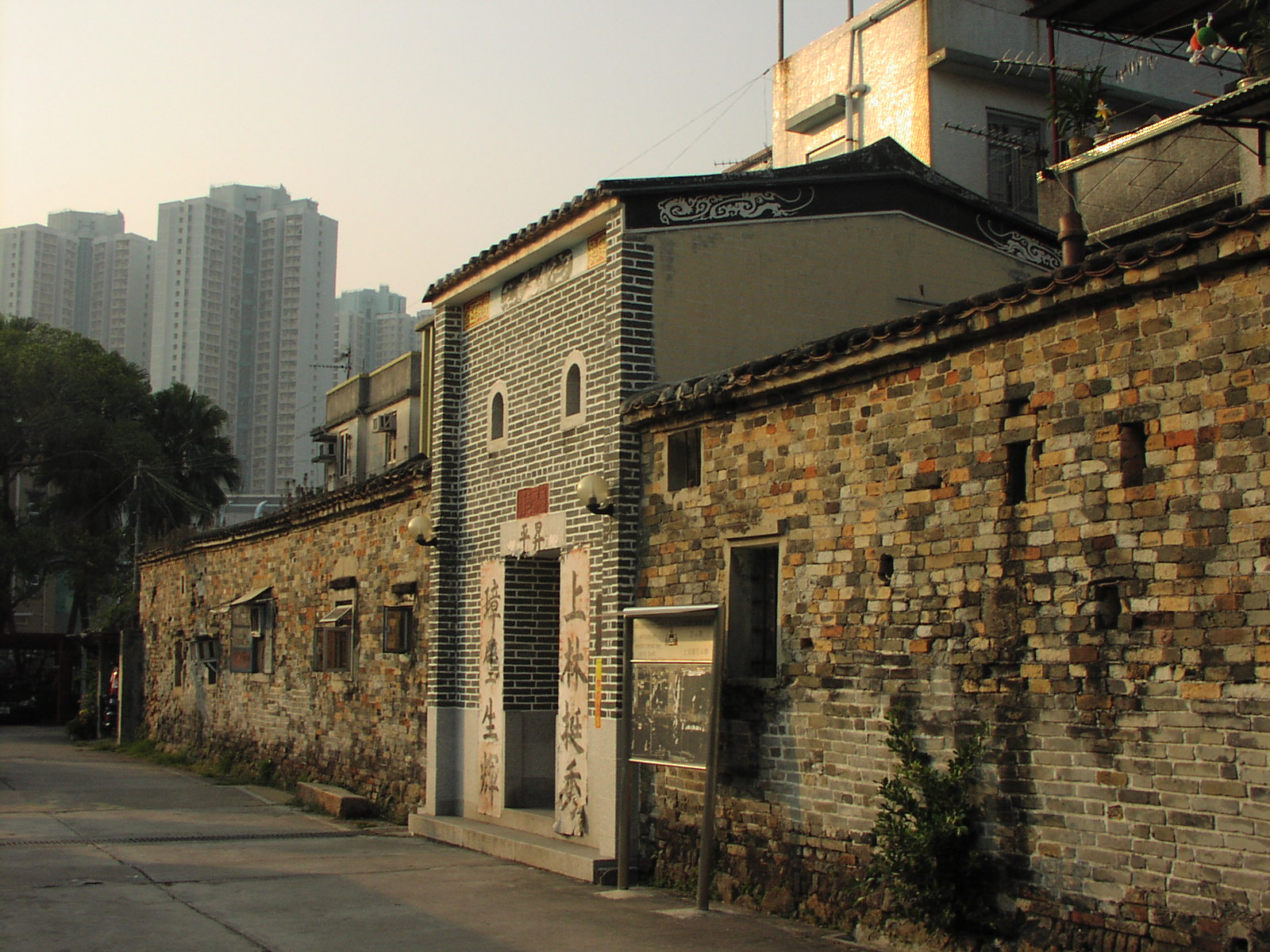
上璋圍門樓及圍牆

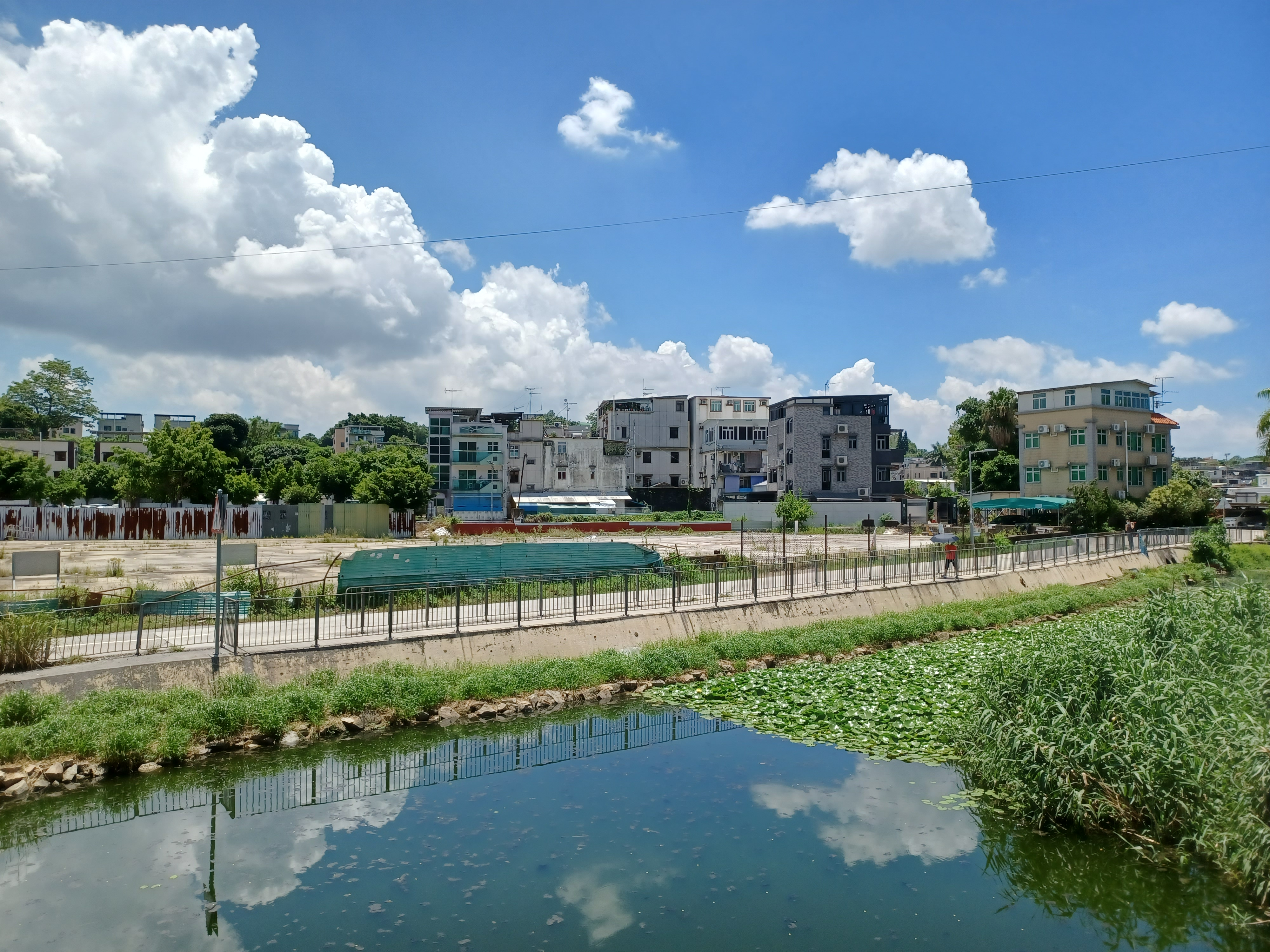
上璋圍的池塘

上璋圍（英語：Sheung Cheung Wai）是位於香港元朗區屏山，為屏山文物徑沿屈臣氏線唯一的圍村。該圍村在18世紀末由坑頭村的鄧氏族人所建立。原本有以青磚築起的圍牆，圍內佈局整齊，房屋分排而建，門樓及神廳則位於中軸線上。現今部分圍牆已經拆卸，而門樓、神廳和圍內的一些古屋則得以保留，仍然依稀可見傳統圍村的佈局、結構和風貌。
門額為「南陽世澤」，大門聯曰：「上林挺秀，璋壁生輝。」神廳門聯曰：「乾峰烈黛丁財旺，辛水橫坦富貴昌。（藉佑興隆）」

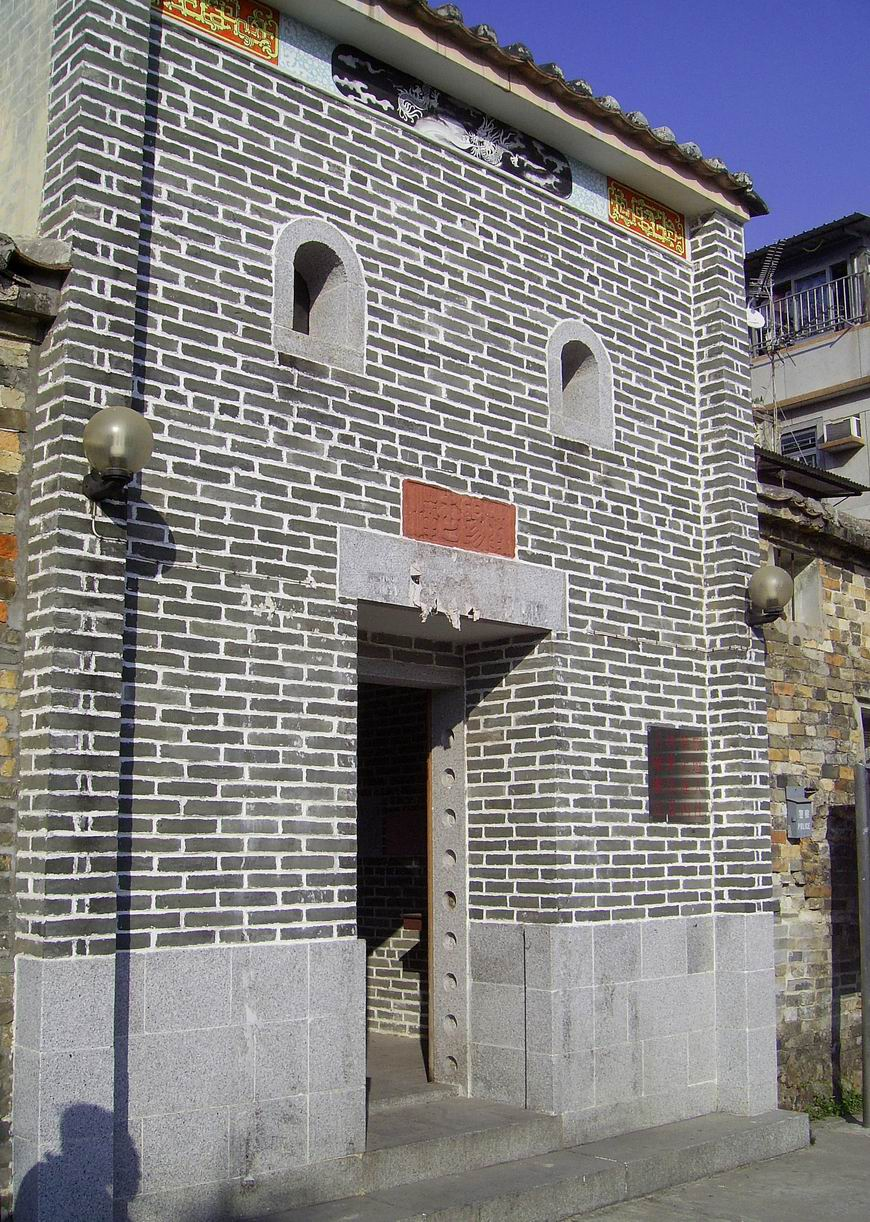
上璋圍門樓
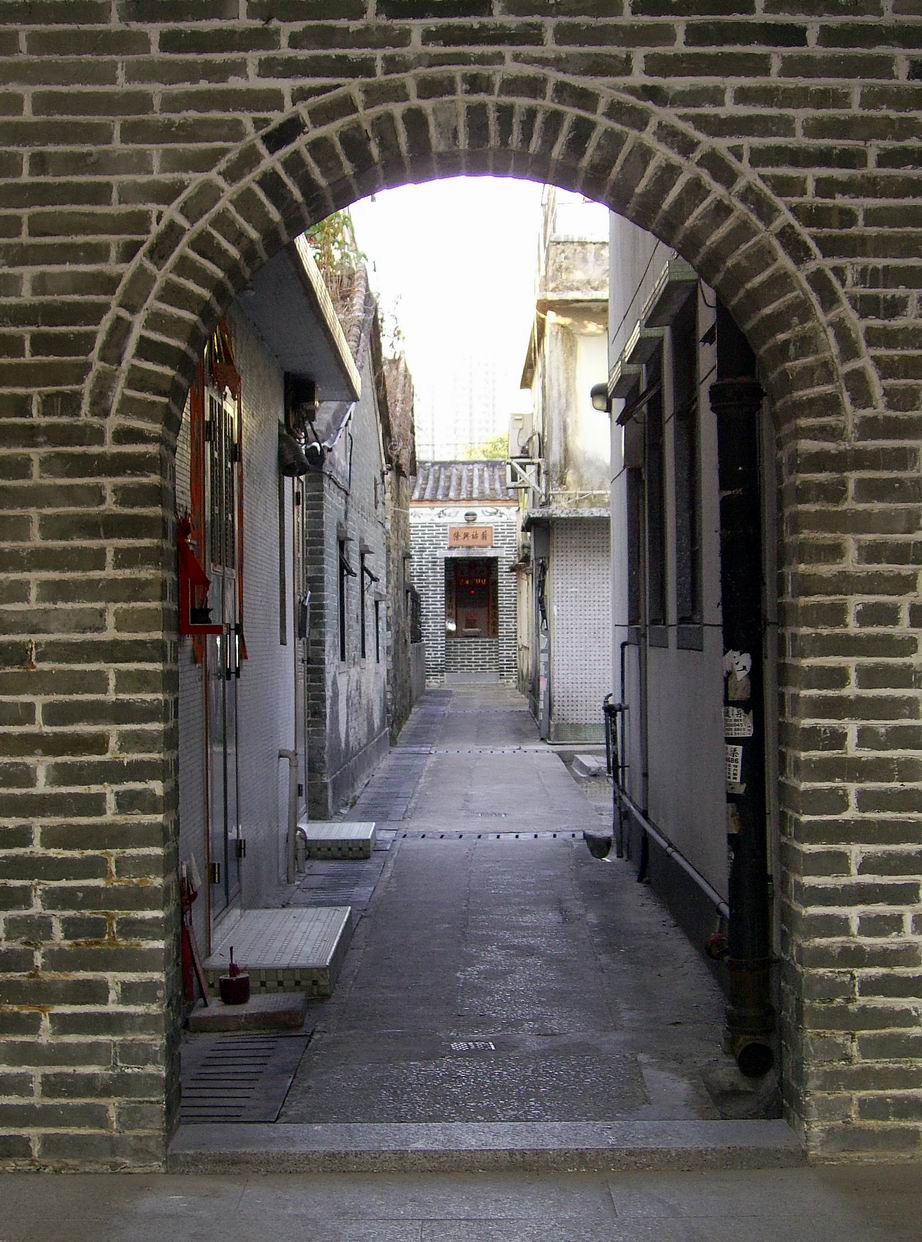
中軸線上的神廳
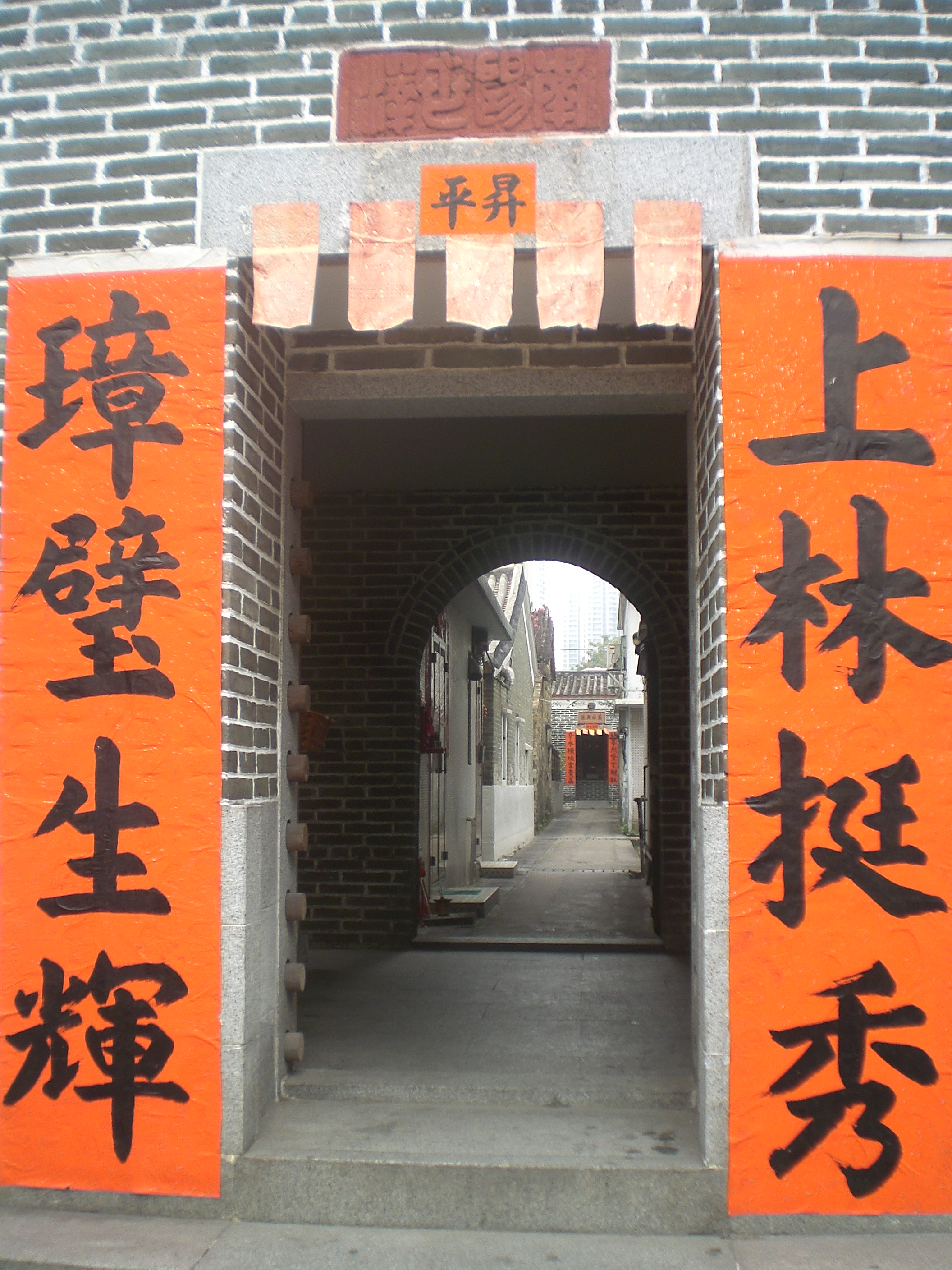
門額上的「南陽世澤」以及大門兩旁的「上林挺秀，璋壁生輝。」